# Heliconia spissa
Heliconia spissa är en enhjärtbladig växtart som beskrevs av Robert Fiske Griggs. Heliconia spissa ingår i släktet Heliconia och familjen Heliconiaceae. Inga underarter finns listade.